# Ceratitoides sikhimensis
Ceratitoides sikhimensis är en tvåvingeart som beskrevs av Albany Hancock 1999. Ceratitoides sikhimensis ingår i släktet Ceratitoides och familjen borrflugor. Inga underarter finns listade i Catalogue of Life.